# Kållebodatjärnet
Kållebodatjärnet är en sjö i Årjängs kommun i Värmland och ingår i Göta älvs huvudavrinningsområde. Sjön är 10 meter djup, har en yta på 0,258 kvadratkilometer och är belägen 178,2 meter över havet. Sjön avvattnas av vattendraget Magdebäcken.

## Delavrinningsområde
Kållebodatjärnet ingår i det delavrinningsområde (658649-130279) som SMHI kallar för Mynnar i Karlsforsälven. Medelhöjden är 189 meter över havet och ytan är 23,75 kvadratkilometer. Det finns inga avrinningsområden uppströms utan avrinningsområdet är högsta punkten. Magdebäcken som avvattnar avrinningsområdet har biflödesordning 4, vilket innebär att vattnet flödar genom totalt 4 vattendrag innan det når havet efter 249 kilometer. Avrinningsområdet består mestadels av skog (83 procent). Avrinningsområdet har 0,59 kvadratkilometer vattenytor vilket ger det en sjöprocent på 2,5 procent.